# 米爾內 (波蒂伊夫卡市鎮)
50°38′35″N 28°55′3″E / 50.64306°N 28.91750°E
米爾內（烏克蘭語：Мирне），是位於烏克蘭北部的村莊，由日托米爾州日托米爾區的波蒂伊夫卡市镇負責管轄。該村面積0.25平方公里，海拔高度198米，2001年人口28，人口密度每平方公里112人。